# Disophrys atrocarpa
Disophrys atrocarpa är en stekelart som beskrevs av Szepligeti 1914. Disophrys atrocarpa ingår i släktet Disophrys och familjen bracksteklar. Inga underarter finns listade i Catalogue of Life.